# Pennsylvaniano
| Permiano                                                                                              | Cisuraliano    | Asseliano     | Più recente   |
| Carbonifero                                                                                           | Pennsylvaniano | Gzheliano     | 303,7 ± 0,1   |
| Carbonifero                                                                                           | Pennsylvaniano | Kasimoviano   | 307,0 ± 0,1   |
| Carbonifero                                                                                           | Pennsylvaniano | Moscoviano    | 315,2 ± 0,2   |
| Carbonifero                                                                                           | Pennsylvaniano | Bashkiriano   | 323,4 ± 0,4   |
| Carbonifero                                                                                           | Mississippiano | Serpukhoviano | 330,4 ± 0,4   |
| Carbonifero                                                                                           | Mississippiano | Viséano       | 346,7 ± 0,4   |
| Carbonifero                                                                                           | Mississippiano | Tournaisiano  | 358,86 ± 0,19 |
| Devoniano                                                                                             | Superiore      | Famenniano    | Più antico    |
| Suddivisione del sistema del Carbonifero secondo la Commissione internazionale di stratigrafia (ICS). |                |               |               |

Nella scala dei tempi geologici il Pennsylvaniano (in Europa noto anche come Carbonifero superiore), viene considerato dalla Commissione internazionale di stratigrafia come il secondo dei due sub-periodi in cui viene suddiviso il Carbonifero, che a sua volta è il quinto dei sei periodi che compongono l'era del Paleozoico.
Il Pennsylvaniano va da 318,1 ± 1,3 a 299,0 ± 0,8 milioni di anni fa (Ma). È preceduto dal Mississippiano, o Carbonifero inferiore, e seguito dal Cisuraliano, la prima epoca del successivo periodo Permiano.
In passato era stato considerato come un periodo a sé stante, compreso tra il Mississippiano e il Permiano, ma nel 1999 si è proposto di classificarlo come sub-periodo del Carbonifero assieme al Mississippiano. La proposta è stata ratificata nel 2004 dall'Unione internazionale di scienze geologiche.

## Etimologia
Il nome di Pennsylvaniano deriva da quello dello Stato della Pennsylvania (USA), dove queste rocce sono molto diffuse. Questi strati erano stati identificati nel 1891 da H. S. Williams.

## Definizioni stratigrafiche e GSSP
La base del Pennsylvaniano e del suo primo piano il Bashkiriano, è fissata alla prima comparsa negli orizzonti stratigrafici dei fossili del conodonte Declinognathodus nodiliferus.
Il limite superiore è determinato dalla comparsa del conodonte Streptognathodus isolatus.

### GSSP
Il GSSP, lo stratotipo di riferimento ufficiale della Commissione internazionale di stratigrafia per il Bashkiriano e il Pennsylvaniano è stato identificato in un profilo della Battleship Wash-Formation nell'Arrow Canyon del Nevada, USA.

## Suddivisioni
La Commissione internazionale di stratigrafia riconosce per il Pennsylvaniano, una suddivisione in due epoche e quattro piani, ordinati dal più recente al più antico secondo il seguente schema, che riporta a fianco anche la precedente convenzione europea, che utilizzava una suddivisione di tipo diverso:
- Pennsylvaniano / Carbonifero superiore
  - Pennsylvaniano Superiore / Uraliano
    - Gzheliano (303,4 ± 0,9 - 299,0 ± 0,8 Ma) / Stefaniano
    - Kasimoviano (307,2 ± 1,0 - 303,4 ± 0,9 Ma)

  - Pennsylvaniano Medio
    - Moscoviano (311,7 ± 1,1 - 307,2 ± 1,0 Ma)

  - Pennsylvaniano Inferiore
    - Bashkiriano (318,1 ± 1,3 - 311,7 ± 1,1 Ma)

## Caratteristiche
Nell'America settentrionale, i primi strati del Carbonifero furono soprattutto a base di calcari marini e permettono una buona separazione tra il Mississippiano e il Pennsylvaniano; in Europa invece si ebbe una sedimentazione pressoché continua nelle acque basse e nelle pianure del continente, il che non consente una differenziazione così accurata dei due sottoperiodi.
Tutte le attuali classi di funghi erano già presenti nel Pennsylvaniano.